# Nictosàurids
Els nictosaurids (Nyctosauridae) és una família de pterosaures del període Cretaci de l'Amèrica del Nord, Àfrica i possiblement, Europa. Va ser nomenada el 1889 per Henry Alleyne Nicholson i Richard Lydekker.
Els nictosaurids es caracteritzen per la seva manca de dits en les seves ales, exceptuant el gran dit que constituïa l'ala. En molts pterosaures, la mà tenia quatre dits, amb el quart sent el suport de la membrana de pell de l'ala, i els restants tres eren més petits, dotats d'urpes i eren usats per caminar o grimpar. La manca de dits funcionals en els nictosaurids pot suggerir que ells passaven gairebé tot el seu temps en l'aire, de manera que rarament caminarien sobre el sòl. Els nictosaurids també posseïen una distintiva cresta allargada per subjecció dels músculs en l'os superior de braç (l'húmer) l'anomenada «cresta deltopectoral».
Els nictosaurids han estat ocasionalment inclosos en la molt similar família Pteranodontidae, encara que alguns investigadors incloent a Christopher Bennett i Alexander Kellner han conclòs que pertanyien a un llinatge separat. Anàlisi fets per David Unwin van indicar un propera relació entre Pteranodon i Nyctosaurus, encara que ell va usar el nom Pteranodontia pel clade que conté a tots dos gèneres. Les dues opinions van ser publicades abans de la descoberta del segon nictosaurid conegut, Muzquizopteryx el 2006.

Molts fòssils de nictosaurids s'han trobat en formacions que daten de finals del Cretaci a l'oest dels Estats Units i Mèxic. Nyctosaurus data d'entre 85-84,5 milions d'anys, en la formació del Niobrara de Kansas. Muzquizopteryx és el més antic nictosaurid conegut de restes definitives, datant del límit entre el Turonià al Coniacià, fa 85,8 milions d'anys, a Coahuila. No obstant això, un húmer parcial amb la distintiva cresta deltopectoral dels nictosaurids va ser trobat a Cornet, Romania, sent identificat com un possible nictosaurid europeu de principis del Cretaci (començaments del Berriasià, fa uns 140 milions d'anys) per Gareth Dyke i els seus col·laboradors el 2010.

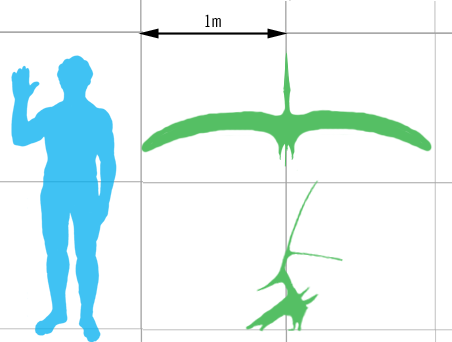
Comparació entre un humà i un Nyctosaurus mmartyniuk
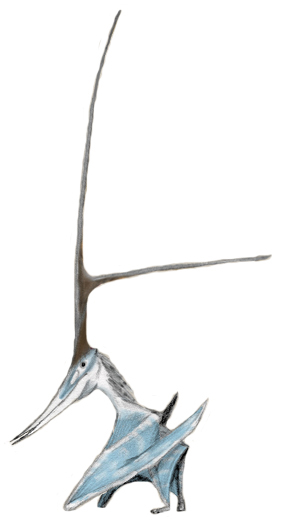
Dibuix d'un Nyctosaurus mmartyniuk

A més, s'han reconegut tres possibles formes de l'època del Maastrichtià: 
- un húmer aïllat que potencialment seria d'un nictosaurid de Mèxic,
- l'anomenat Nictosaure lamegoi del Brasil,[6][7]
- una primera falange de l'ala completa, una urpa (del dígit de la mà), i un cúbit parcial de Jordània.

L'espècimen jordà és de particular interès, ja que és el primer registre definitiu tant d'un nictosaurid del Vell Món com la més recent aparició d'aquesta família (en el Maastrichtià superior). Després del 2016, els investigadors Nicholas Longrich, David Martill i Brian Andres van presentar evidència de diverses espècies de nictosaurids i pteranodòntids procedents de finals del Maastrichtià al nord d'Àfrica, el que suggereix que aquests llinatges van experimentar una radiació evolutiva en el Vell Món poc abans que succeís l'extinció massiva del Cretaci-Terciari.